# Нападение на почту в Городке
Нападение на почту в Городке (Польша; ныне — Львовская область Украины) было произведено членами ОУН 30 ноября 1932 года. Согласно воспоминаниям участника нападения Степана Куспися, целями были — экспроприировать деньги и подвигнуть украинские народные массы на борьбу против Польши.

## Нападение
Экспроприация была организована руководителем ОУН Богданом Кордюком (кличка «Новый»). 26 ноября 1932 года в польском Львове прошло совещание с участием Кордюка, Шухевича и Лебедя. На совещании для экспроприации были выбраны 12 членов ОУН: Юрий Березинский, Дмитрий Данилишин, Василий Билас, Мариан Журакивский, Петр Максимке, Степан Долинский, Степан Куспись, Степан Мащак, Владимир Старик, Григорий Файда Степан Козел и Григорий Купеческий.
Изначальная дата экспроприации была перенесена на день вперёд из-за недостаточного количества патронов и смерти начальника почты. В день экспроприации ОУНовцы двумя группами (пять и шесть человек) в 16:55 с двух сторон улицы зашли в здание почты, скрыв свои лица масками. Затем они разбились на 4 группы — первые пошли в помещение почты, вторые пошли экспроприировать кассу, третьи заблокировали телефоны, а последние стояли в коридоре на прикрытии. ОУНОвцы просчитались с разведданными: они думали, что против них будут безоружные, а оказалось, что сотрудники почты были вооружены. Началась перестрелка, экспроприаторы расстреляли кассиров, экспроприировали деньги (4500 злотых) и бросились удирать. Но к удивлению ОУНОвцев, во время ухода с места грабежа в них стали стрелять и на улице.
Экспроприатор Юрий-Мирослав Березинский получил ранение, упал на улице и, чтобы не попасть в тюрьму, застрелился. Застрелили и другого экспроприатора — Владимира Старика. Несколько экспроприаторов — Степан Куспись, Дмитрий Данилишин, Мариан Журакивский, Степан Мащак и Григорий Купеческий — получили ранения. Затем они убежали, разделившись на две группы — Григорий Файдыш и ещё пять экспроприаторов, унося экспроприированные деньги, направились во Львов, а Дмитрий Данилишин, Василий Билас и Степан Куспись побежали к железнодорожной станции в Глина Навария. Расследовавшая ограбление польская полиция через день смогла арестовать двух грабителей — Дмитрия Данилишина и Василия Биласа.
Четырёх экспроприаторов судили в польском городе Львов с 17 по 22 декабря 1932 года. Обвиняемые — Дмитрий Данилишин, Василий Билас, Мариан Журакивский (участники грабежа) и Зенон Коссак (соучастие и организация грабежа). Первые трое получили смертный приговор, но Марияна Жураковского президент Польши помиловал, заменив казнь на 15 лет тюрьмы. Первых двух грабителей казнили 23 декабря 1932 года.

## Памятник

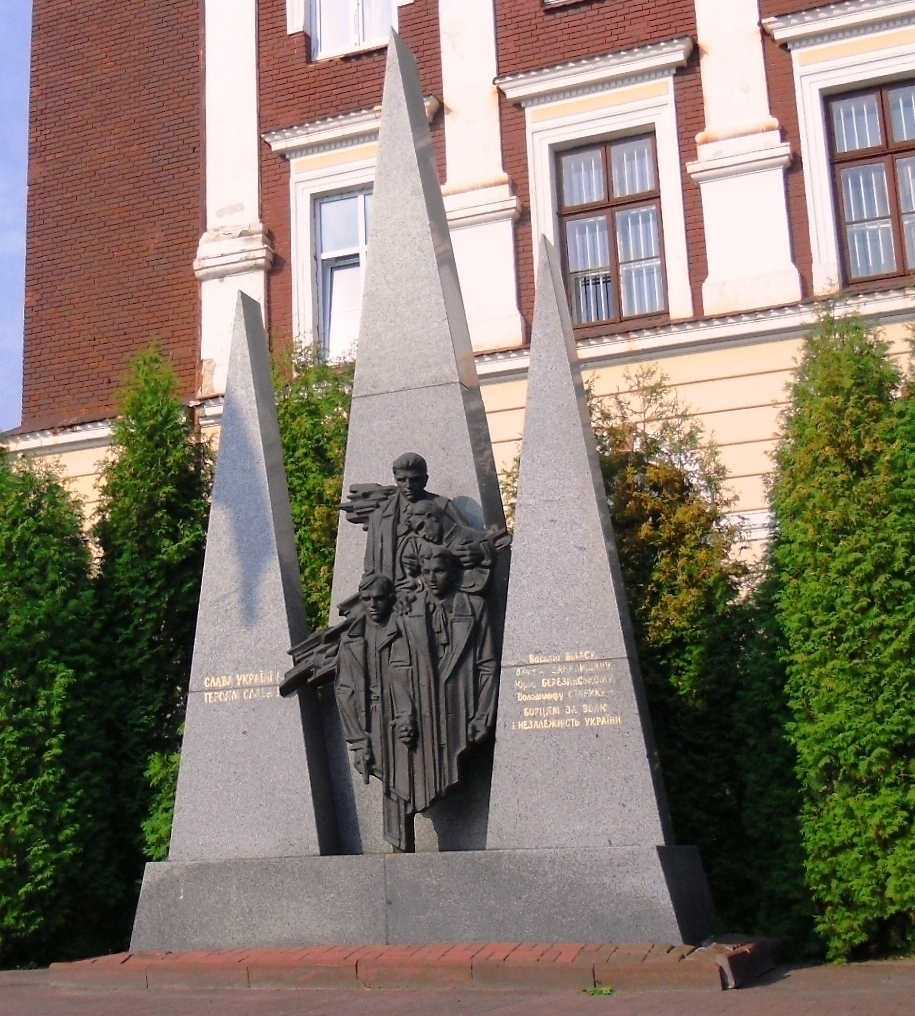
Памятник борцам за свободу Украины

В 2003 году по инициативе общества «Мемориал» для увековечения экспроприации был установлен памятник на ул. Б. Хмельницкого, 2. Автором памятника стал И. Самотос.
30 ноября 2017 года у памятника прошло поминальное мероприятие. Священнослужители отслужили панихиду, возложили цветы, зажгли лампадки. Пришли зампред Городоцкой райгосадминистрации П. Стахив, председатель райсовета В. Бильовський, депутат райсовета В. Лещинський, секретарь горсовета Ю. Виткова.

### Описание памятника
Памятник состоит из трёх острых гранитных стел серого цвета, воздвигнутых на постаменте. В середине расположены бронзовые фигуры четырёх участников акции в кожаных куртках. Слева на стеле написан лозунг «Слава Украине! Героям слава!». На правой стеле перечислены фамилии участников вооружённого нападения и написано: «Борцам за свободу и независимость Украины».